# David Mathews
David Mathews (New York, 1739 – Sydney, 28 luglio 1800) è stato un politico e avvocato statunitense, 43° sindaco di New York.